# Burkhard Leemann
Burkhard Leemann (* 14. Februar 1531 in Zürich; † 12. Septemberjul. / 22. September 1613greg. ebenda) war ein Schweizer evangelischer Geistlicher und Antistes von Zürich.

## Leben

### Familie
Burkhard Leemann war das erste von drei Kindern des Gerbermeisters, Zunft- und Ratsherrn Rudolf Leemann (1488–1541) und dessen zweiter Ehefrau, eine geborene Frey; aus der ersten Ehe seines Vaters mit Ida Suter hatte er noch weitere vierzehn Geschwister. Bei der im Historischen Lexikon der Schweiz und in der Deutschen Biographie genannten Sophie Stoller handelt es sich wahrscheinlich um die Ehefrau des Hans Rudolf Leemann, Sohn aus der zweiten Ehe von Burkhard Leemann. Seine Brüder waren unter anderem der Landvogt von Regensberg, Hans Rudolf Leemann (1536–1610) und der Pfarrer und Schriftsteller Rudolf Leemann (1540–1591).
Burkhard Leemann war seit 1557 in erster Ehe mit Barbara (* 1535; † 1576), Tochter von Johann Jakob Ammann, Chorherr am Grossmünster; gemeinsam hatten sie sieben Kinder.
In zweiter Ehe war er seit 1576 mit Elisabeth (geb. Köchli) († 1593/1594) verheiratet, mit der er drei Kinder hatte; 1596 heiratete in dritter Ehe Elisabeth (verwitwete Bachofen) (1545–1628), Tochter des Ratsherrn Johannes Ziegler (1500–1579).
Sein Sohn Hans Rudolf Leemann aus der zweiten Ehe (1578–1653) wurde später Professor der Katechetik am Collegium Carolinum und war Mitbegründer der Musikgesellschaft in Zürich.

### Ausbildung
Burkhard Leemann begann 1544 seine Ausbildung im Internat des Klosters Kappel in Kappel am Albis und darauf am Collegium Alumnorum, einem Alumnat am Zuchthof beim Fraumünster Zürich; er studierte anfangs, mit einem Reisestipendium versehen, an den Universitäten Bern und Basel, dort kam er auch mit dem Humanismus in Berührung, und später an der Universität Marburg.

### Berufliches Wirken
1554 habilitierte er zum Magister der freien Künste und im gleichen Jahr wurde er Schulmeister in Schaffhausen.
1557 wurde er Pfarrer in Urdorf bei Dietikon, bevor er 1560 Diakon am Grossmünster und Hebräischprofessor am Collegium Carolinum in Zürich wurde. 1571 wurde er zum Pfarrer an der Predigerkirche und 1584 am Fraumünster gewählt, bevor er 1592 Pfarrer am Grossmünster und, damit verbunden, Antistes der Zürcher Kirche wurde.
Von 1574 bis 1576 und ab 1582 war er Scholarch des Collegium Carolinum.

### Geistliches und wissenschaftliches Wirken
Burkhard Leemann war der Verfasser eines 1583 und eines 1594 erschienenen Katechismus sowie 1597 der Schrift Gegenbericht auf Phil. Nicolai Schmähbuch wider die Calvinisten. Er beschäftigte sich mit Astronomie und Mathematik und veröffentlichte Abhandlungen über Sonnenuhren. Er bildete in der Astronomie unter anderem auch Mathias Hirzgarter (1574–1663) und Abraham Maurer (1590–1679) aus.
In seinem 1584 herausgegebenen Nachrichtliches Bedenken wegen des neuen Gregorianischen Kalenders lehnte er die gregorianische Kalenderreform ab und stellte die Mängel der von Papst Gregor XIII. 1582 eingeführten Kalenderreform sachlich dar; dies gab den Ausschlag für eine Einigung zwischen reformierten und katholischen Kantonen bei der Einführung der Reform in den gemeinsam regierten Gebieten.
Pfingsten 1598 gelang es ihm, gegen den zwinglianischen Widerstand, den Kirchengesang wiedereinzuführen.

### Sonnenuhr

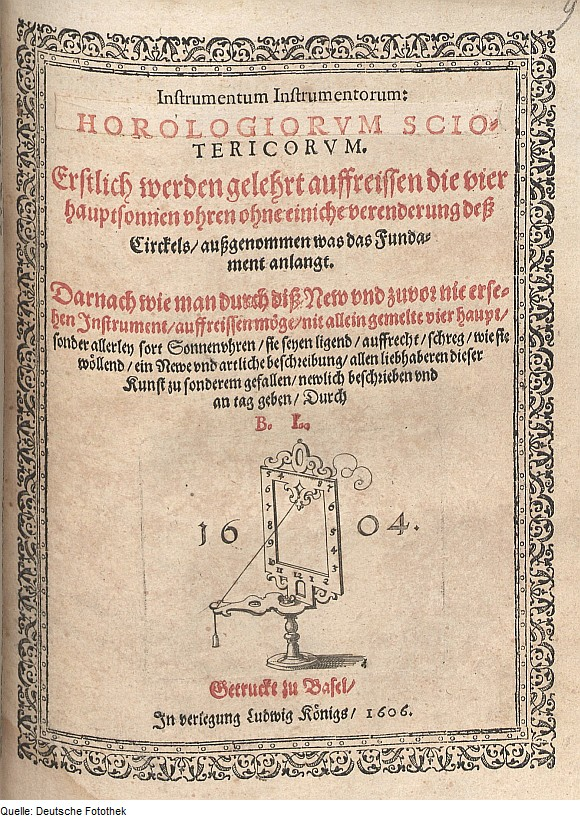
Titelseite Sonnenuhr, 1606
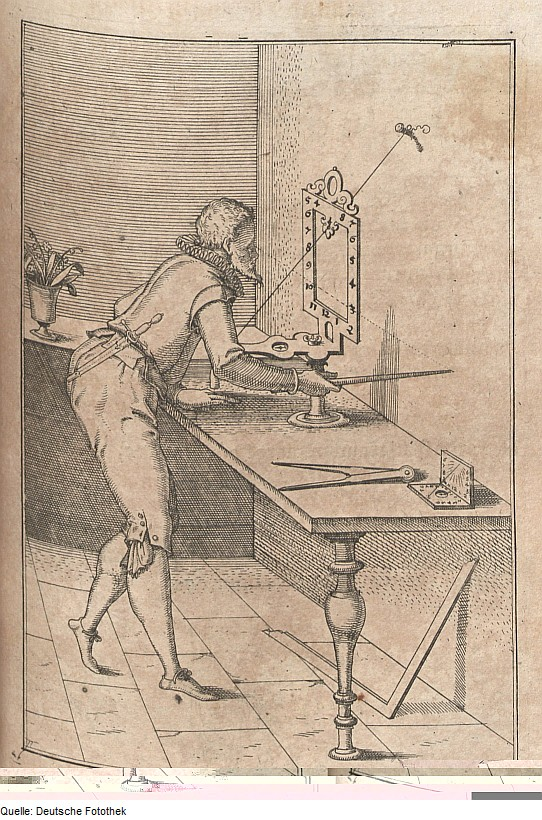
Sonnenuhr, 1606
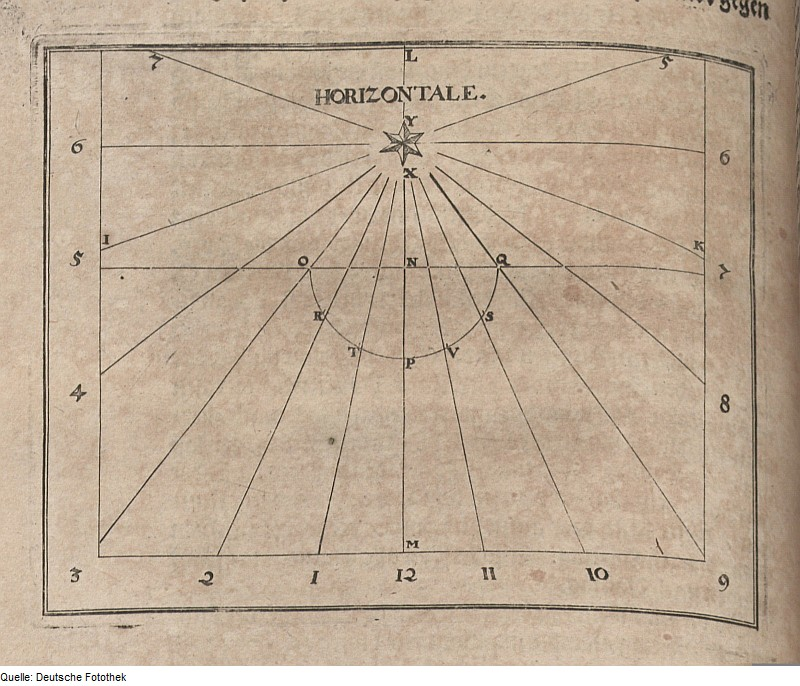
Aufriss der Horizontalen einer Sonnenuhr, 1606
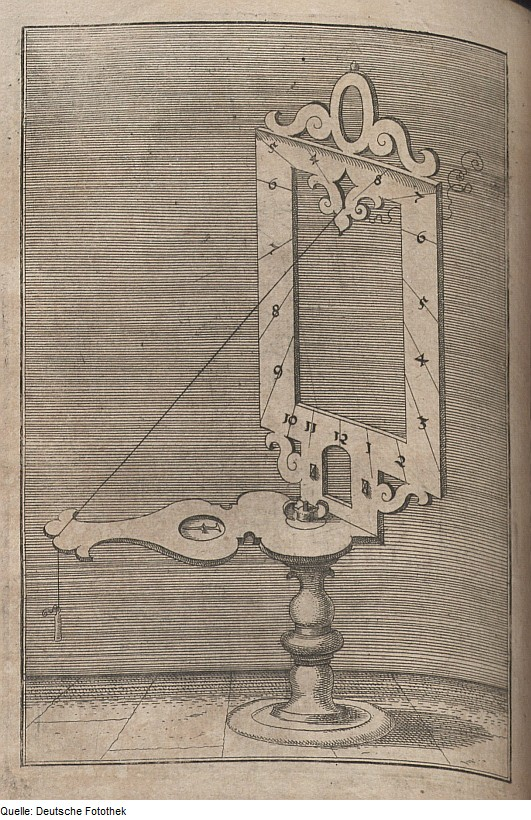
Hilfs-instrument zur Herstellung einer Sonnenuhr, 1606

## Schriften (Auswahl)
- Begriff und Inhalt dessen, so einem Christenmenschen zu wünschen. Zürich 1583.
- Kurtzer Begriff und Inhalt alles dess, so einem Christen Menschen, der da begehrt sälig zu werden, zu wünschen von Nöten. Zürich 1583
- Nachrichtliches Bedenken wegen des neuen Gregorianischen Kalenders. Zürich 1584.
- Sonnen-Uhren zu reissen nach mancherlei Art, sie seien liegend, aufrecht, schräg, wie sie wollen, mit allen ihren Stunden usw. Zürich 1589.
- Kurzer und einfalter Bericht zu christlichen Religions- und Glaubenssachen. Zürich 1594.
- Gegenbericht auf Phil. Nicolai Schmähbuch wider die Calvinisten. Zürich 1597.
- Abfertigung des Lasterspiegel Nicolai. Zürich 1599.
- Instrumentum Instrumentorum: Horologium sciotericorum. Zürich 1604.
- Kurtzer Underricht Christlicher Lehr und Glaubens, für die Jungen und Einfalte. Zürich 1606.